# Libro de horas del cardenal Farnesio

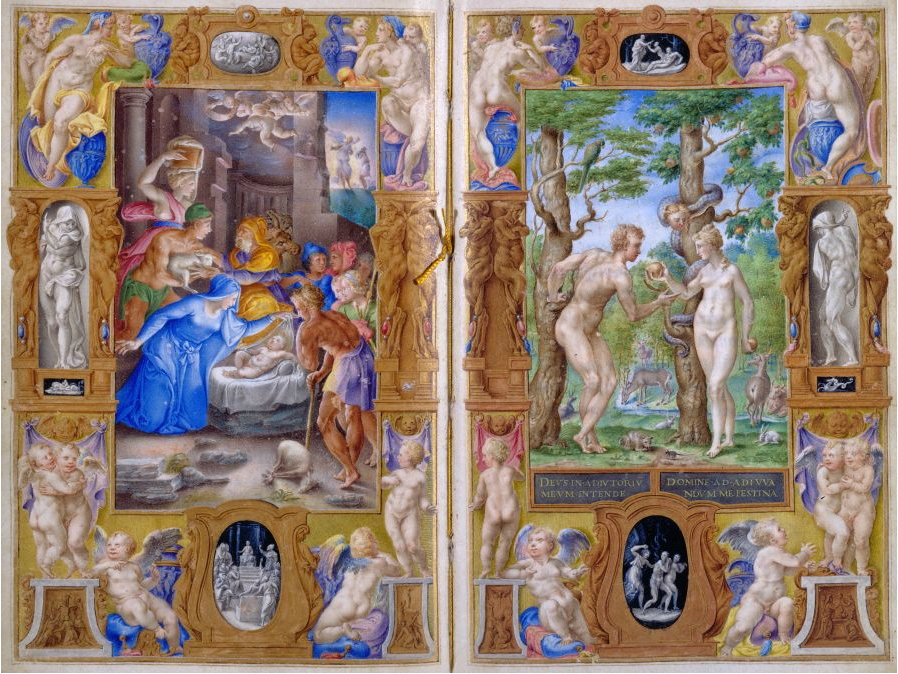
Folios 26 verso y 27 recto, con La Adoración de los Pastores y El Pecado original, respectivamente.

El Libro de horas del cardenal Farnesio es un libro de horas según la liturgia católica. Se trata de un manuscrito iluminado por Giulio Clovio en estilo renacentista, escrito en latín y destinado, como otras obras de este género, a las oraciones y devociones de uso privado, para la instrucción y el solaz espiritual. Fue realizado en el palacio Farnesio de Roma entre 1537 y 1546, bajo el mecenazgo del cardenal Alejandro Farnesio. Esta obra es también conocida como OfficiumVirginis  Actualmente forma parte de la colección de the Morgan Library & Museum, donde se cita como Farnese Hours.

## Introducción
El mecenas de la obra, el cardenal Alejandro Farnesio, era nieto del papa Paulo III e hijo del duque de Parma Pedro Luis Farnesio. Accedió a la dignidad cardenalicia a los catorce años, llevando la púrpura hasta su muerte, durante más de medio siglo.

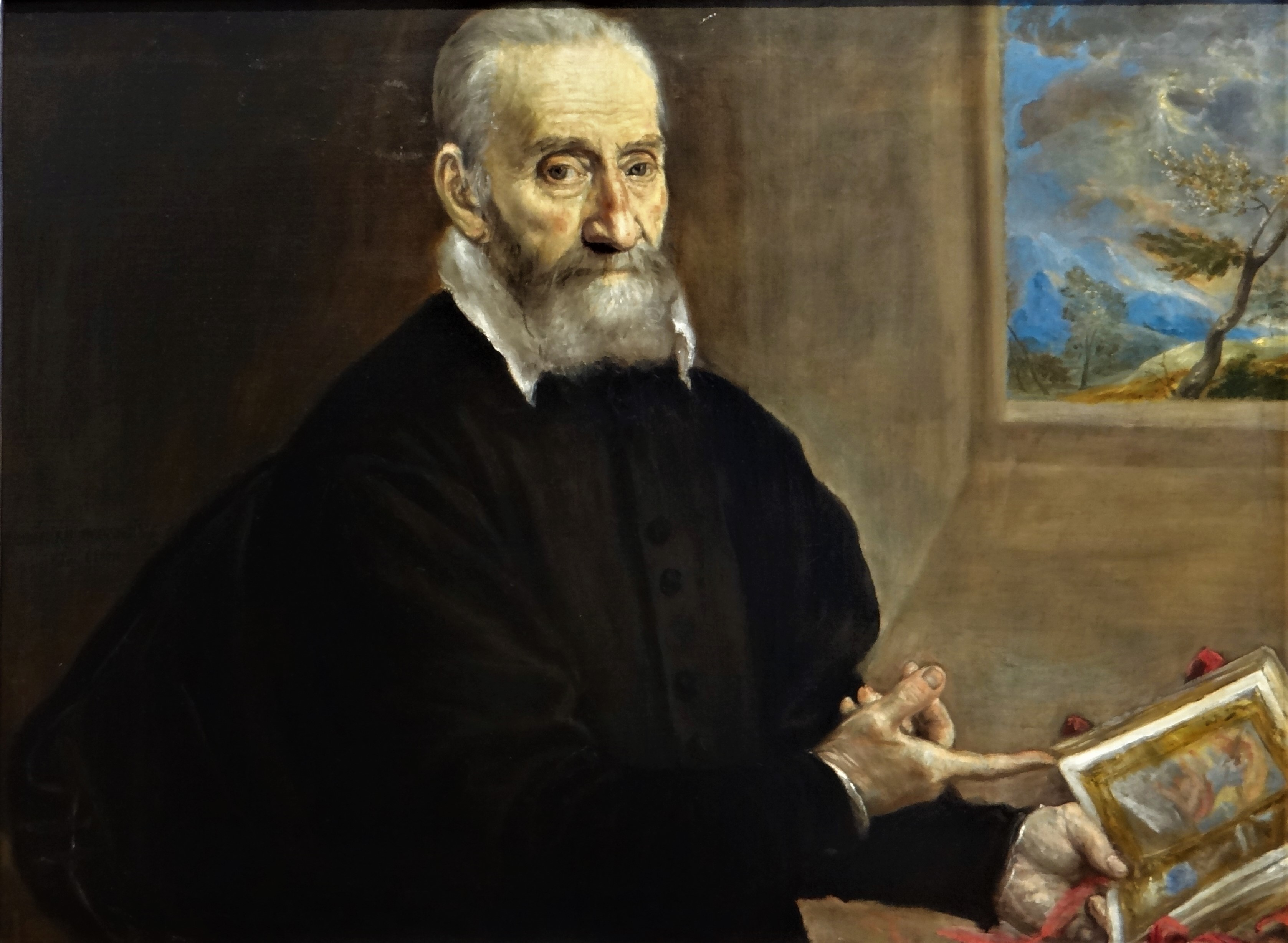
El Greco: Retrato de Giulio Clovio, 1571. El artista aparece representado sosteniendo en las manos el Libro de horas abierto.

El Libro de horas del cardenal Farnesio es la obra más importante y celebrada de Giulio Clovio, autor de sus miniaturas, considerado el mejor ilustrador de libros iluminados del siglo XVI. Giorgio Vasari en Las vidas de los más excelentes arquitectos, pintores y escultores italianos —en la parte 6— lo califica como «un piccolo e nuovo Michelangelo». De hecho, Clovio era un gran admirador de Miguel Ángel, de quien poseía algunos dibujos originales. El Greco lo inmortalizó en un retrato, ahora conservado en el Museo de Capodimonte, en el que el miniaturista sostiene con orgullo este libro en su mano izquierda, señalando con el dedo índice de la mano derecha dos de sus páginas, identificadas por Elizabeth du Gué Trapier con los folios 59 verso, La creación del Sol y de la Luna, y 60 recto, La Sagrada Familia. Posteriormente, le volvió a retratar en la esquina inferior derecha de La expulsión de los mercaderes del Instituto de Arte de Minneapolis, a la misma altura que Tiziano, Miguel Ángel, y Rafael Sanzio.

## Detalles de la obra
- Formato: 173 x 110 mm.
- Volumen: 114 folios (a una columna, 19 líneas)
- Miniaturista e iluminador: Giulio Clovio;
- Decoración: 26 miniaturas a plena página y 37 páginas con texto decorado;
- Calígrafo: Francesco Monterchi;
- Colofón en el folio 112v.: «Iulius Clovius. Macedo Monumenta Haec Alexandro. Farnese Cardinali Domino Suo Faciebat MDXLVI.»[10]

## Descripción

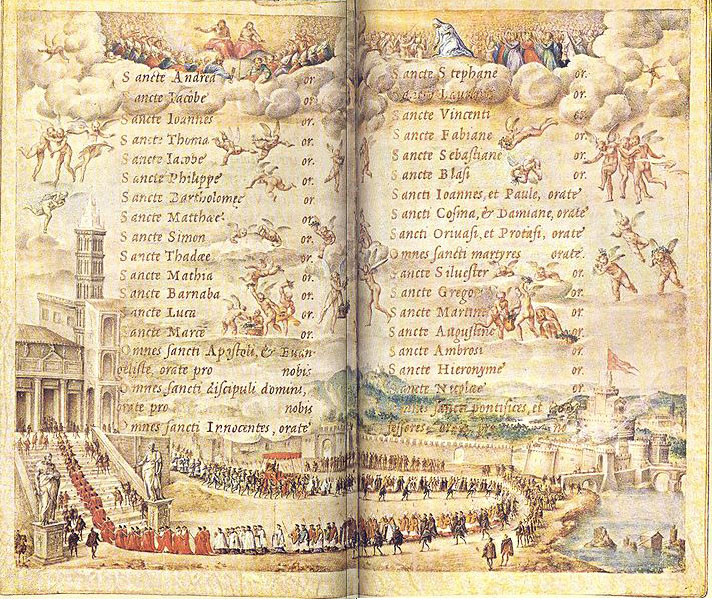
Folios 72 verso y 73 recto, representando una procesión de Corpus Christi hacia la antigua basílica de San Pedro de Roma.

Este libro de horas es el manuscrito más famoso del Bajo Renacimiento y del manierismo en Italia, si bien en su ciclo de ilustraciones persisten esquemas medievales. En algunas de sus ilustraciones, como sucede en las que ocupan los folios 26 verso y 27 recto, dominan las parcelaciones gráficas, donde el lector queda maravillado tanto por el virtuosismo de las ilustraciones, como por la riqueza de los marcos pseudoarquitectónicos, con putti y otros desnudos que ponen de manifiesto la influencia de Miguel Ángel, y cuya blancura contrasta con el color bronce de los atlantes de los zócalos. En los marcos, también se insertan pequeños tondos en claroscuro, a manera de camafeos.
En otros casos, como en los folios 72 verso y 73 recto, domina una visión panorámica al extenderse la ilustración a las dos caras, que quedan así unificadas. En este caso concreto, se representa la procesión del Corpus Christi hacia la Antigua basílica de San Pedro. Altos dignatarios de la Iglesia, niños y la guardia Suiza Pontificia, acompañan al papa, que porta una custodia y va transportado en una silla gestatoria. Una representación de Todos los Santos ocupa toda la parte superior de ambos folios.
Clovio contraviene algunos principios tradicionales de los manuscritos ilustrados, como la cohesión entre el texto, la miniatura y el marco. Por contra, enlaza con la idea de una pintura autónoma enmarcada, propia del Renacimiento, de forma que este manuscrito se podría relacionar con los grandes proyectos decorativos renacentistas y manieristas, como pueda serlo la Capilla Sixtina. En este sentido, si bien los contemporáneos de Clovio loaron su obra, también puede ser considerada como un signo de la decadencia de la ilustración tradicional.

## Procedencia
1. Propiedad del cardenal Alejandro Farnesio. A su muerte, pasó a su sobrino y heredero, el cardenal Eduardo Farnesio;
2. Eduardo I Farnesio, duque de Parma; transferido al Palazzo della Pilotta, residencia de la Casa de Farnesio en Parma;
3. Isabel Farnesio (1692-1766)
4. En la década de 1730, pasó a le biblioteche Farnesiana e Palatina, Nápoles;
5. Carlos III de España;
6. ¿Fernando I de las Dos Sicilias y, posteriormente, Francisco I de las Dos Sicilias?
7. El rey Fernando II de las Dos Sicilias lo transfirió a su residencia privada, durante las Revoluciones de 1848;
8. Fue retornado, con toda probabilidad, al Palacio Farnese de Roma, donde permaneció hasta fines del siglo XIX;
9. Alfonso de Borbón-Dos Sicilias;
10. En marzo de 1903 fue comprado por J. P. Morgan Jr. a J. & S. Goldschmidt, de Frankfurt, por mediación de Raniero Fernando de Austria.[10][14]